# Renzo Sambo
Renzo Sambo (født 17. januar 1942 i Treviso, død 10. august 2009 i Cesiomaggiore) var en italiensk roer og olympisk guldvinder.
Sambo roede sammen med Primo Baran og skiftende styrmænd toer med styrmand med succes i slutningen af 1960'erne. I 1965 vandt de sølv ved EM med Giorgio Conte som styrmand, og året efter vandt de bronze ved VM med Enrico Pietropolli som styrmand. I 1967 vandt de EM-guld, nu med Bruno Cipolla som styrmand.
Ved OL 1968 i Mexico City var Cipolla igen med, og italienerne blev nummer to i indledende heat, inden de vandt deres semifinale. I finalen førte hollænderne i begyndelsen, men italienerne roede stabilt og indhentede hollænderne og endte med at vinde guld med et forspring på næsten to sekunder til hollænderne, der fik sølv, mens Danmark akkurat tog bronzemedaljerne foran den østtyske båd.
Ved OL 1972 i München roede Sambo firer med styrmand, og italienerne blev nummer to i det indledende heat, men blev derpå sidst i deres semifinale. Efter en femteplads i B-finalen blev det samlet nummer elleve.
Sambo vandt i alt femten italienske mesterskaber gennem sin aktive karriere, og efter afslutningen af denne blev han rotræner. Hans klub, Circolo Ospedalieri Treviso, har siden hans død afholdt en årlig minderegatta i hans navn.

## OL-medaljer
- 1968:  Guld i toer med styrmand